# Niarada (Montana)
Niarada es un lugar designado por el censo ubicado en el condado de Sanders en el estado estadounidense de Montana. En el Censo de 2010 tenía una población de 27 habitantes y una densidad poblacional de 0,21 personas por km².

## Geografía
Niarada se encuentra ubicado en las coordenadas 47°49′51″N 114°33′28″O / 47.83083, -114.55778. Según la Oficina del Censo de los Estados Unidos, Niarada tiene una superficie total de 128.39 km², de la cual 128.39 km² corresponden a tierra firme y (0%) 0 km² es agua.

## Demografía
Según el censo de 2010, había 27 personas residiendo en Niarada. La densidad de población era de 0,21 hab./km². De los 27 habitantes, Niarada estaba compuesto por el 48.15% blancos, el 0% eran afroamericanos, el 37.04% eran amerindios, el 0% eran asiáticos, el 0% eran isleños del Pacífico, el 0% eran de otras razas y el 14.81% pertenecían a dos o más razas. Del total de la población el 0% eran hispanos o latinos de cualquier raza.